# Lasmigona
Lasmigona is een geslacht van tweekleppigen uit de familie van de Unionidae.

## Soort
- Lasmigona compressa (I. Lea, 1829)